# Platyptilia gonodactyla
Platyptilia gonodactyla là một loài bướm đêm thuộc họ Pterophoroidea. Nó được tìm thấy ở miền Cổ bắc.
Sải cánh dài 22–28 mm. Bướm bay từ tháng 5 đến tháng 10 tùy theo địa điểm.
Ấu trùng ăn Coltsfoot và đôi khi cả Common Butterbur. Chúng ăn lá nơi chúng làm tổ.

## Hình ảnh

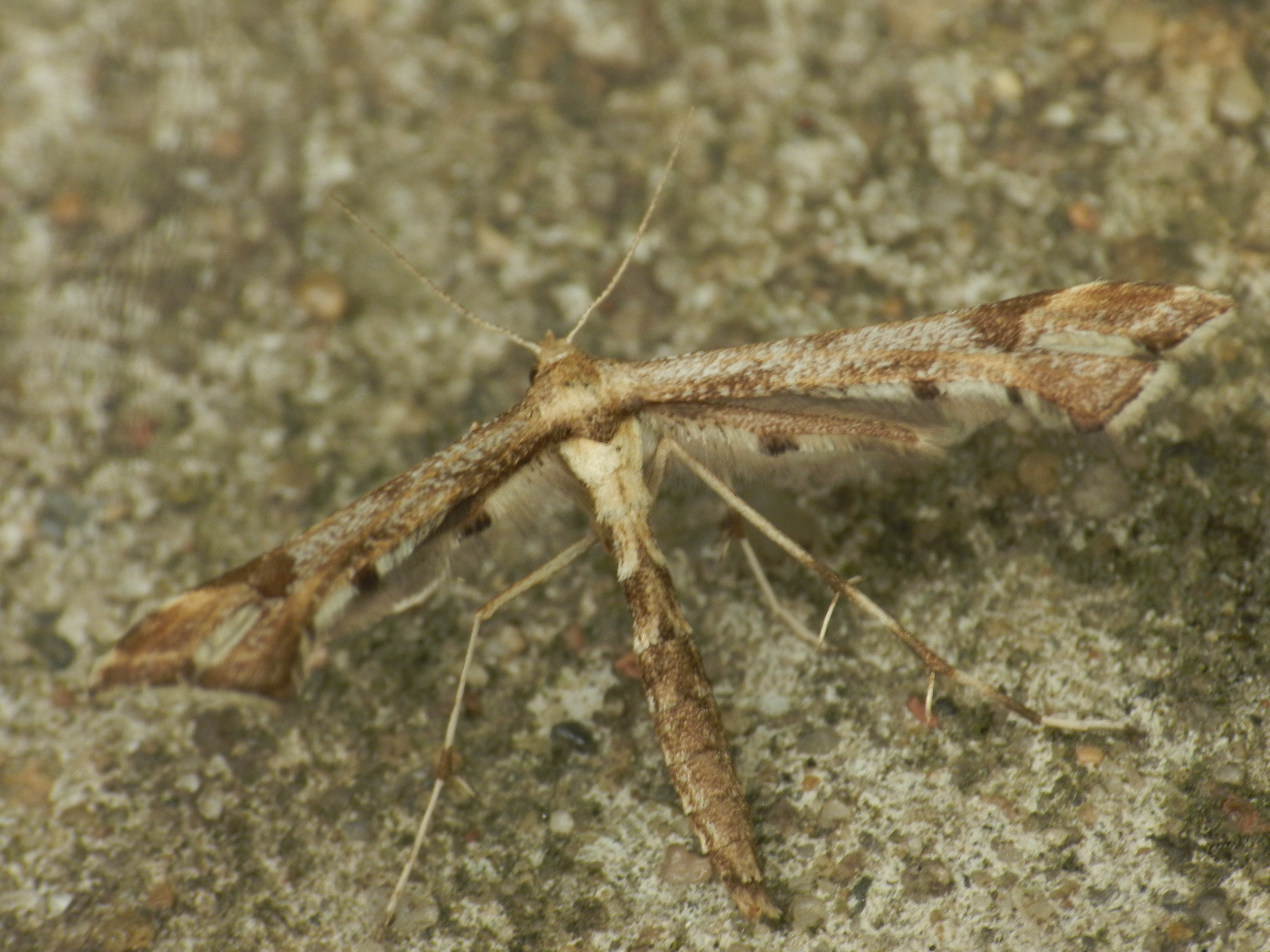
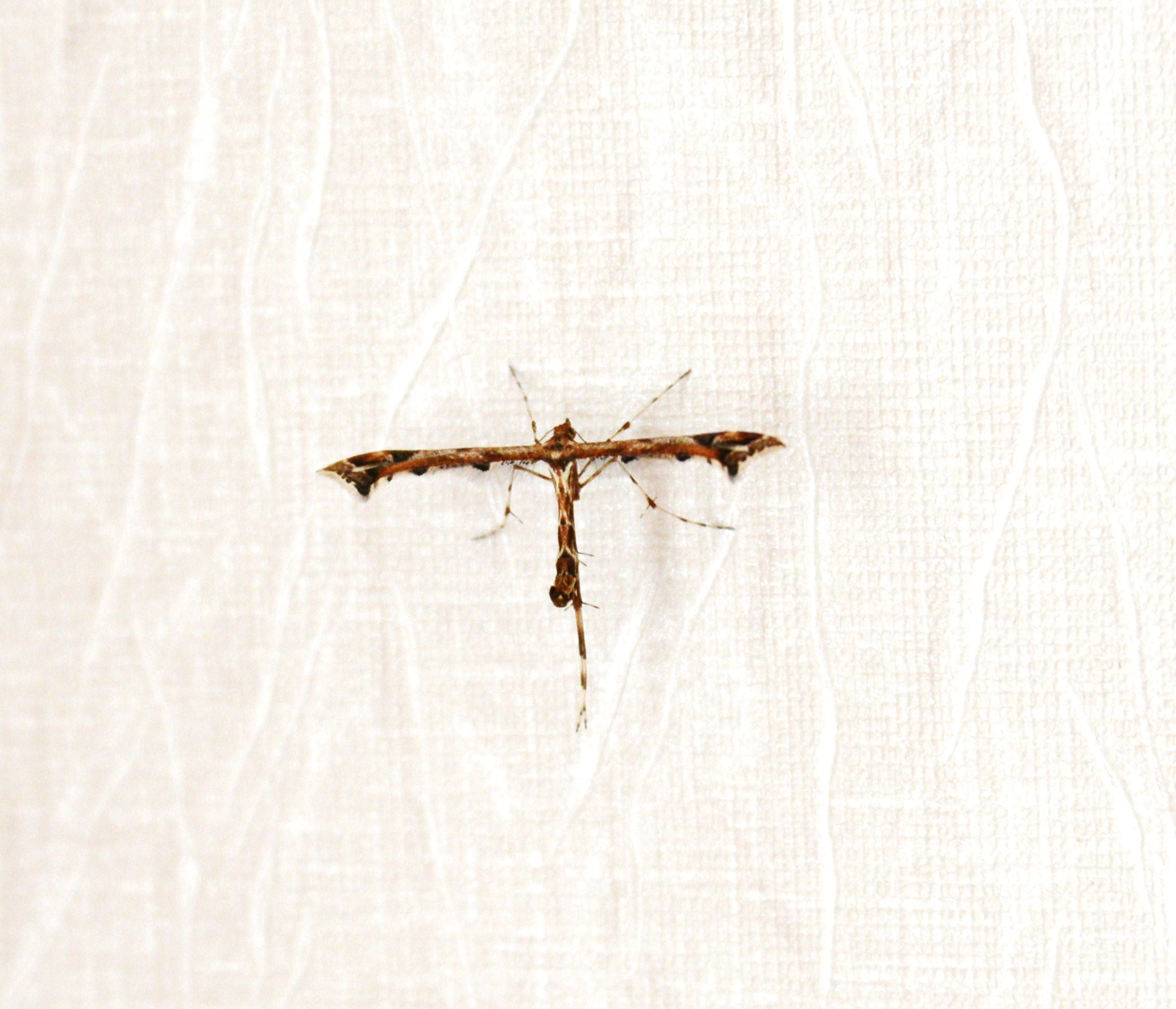
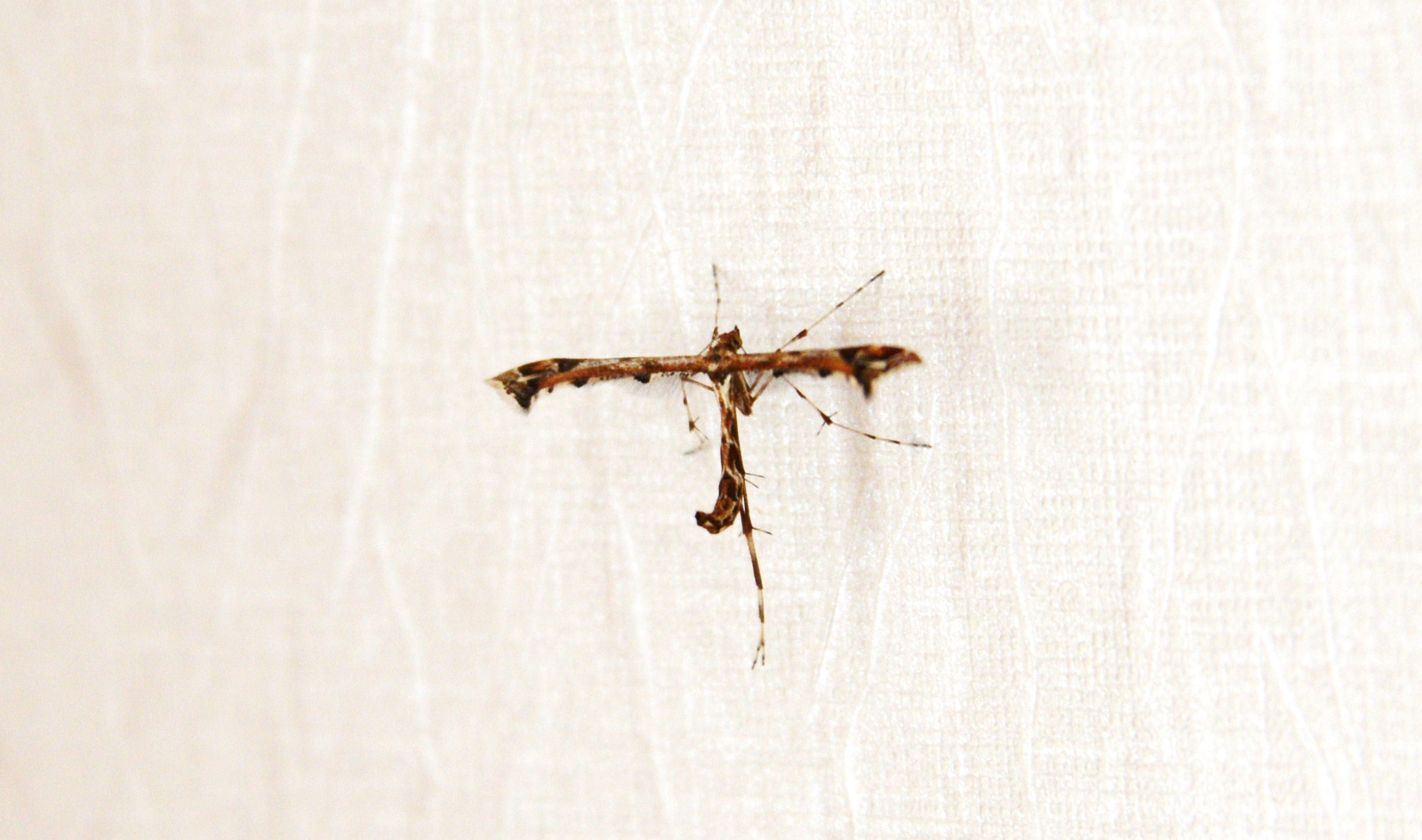
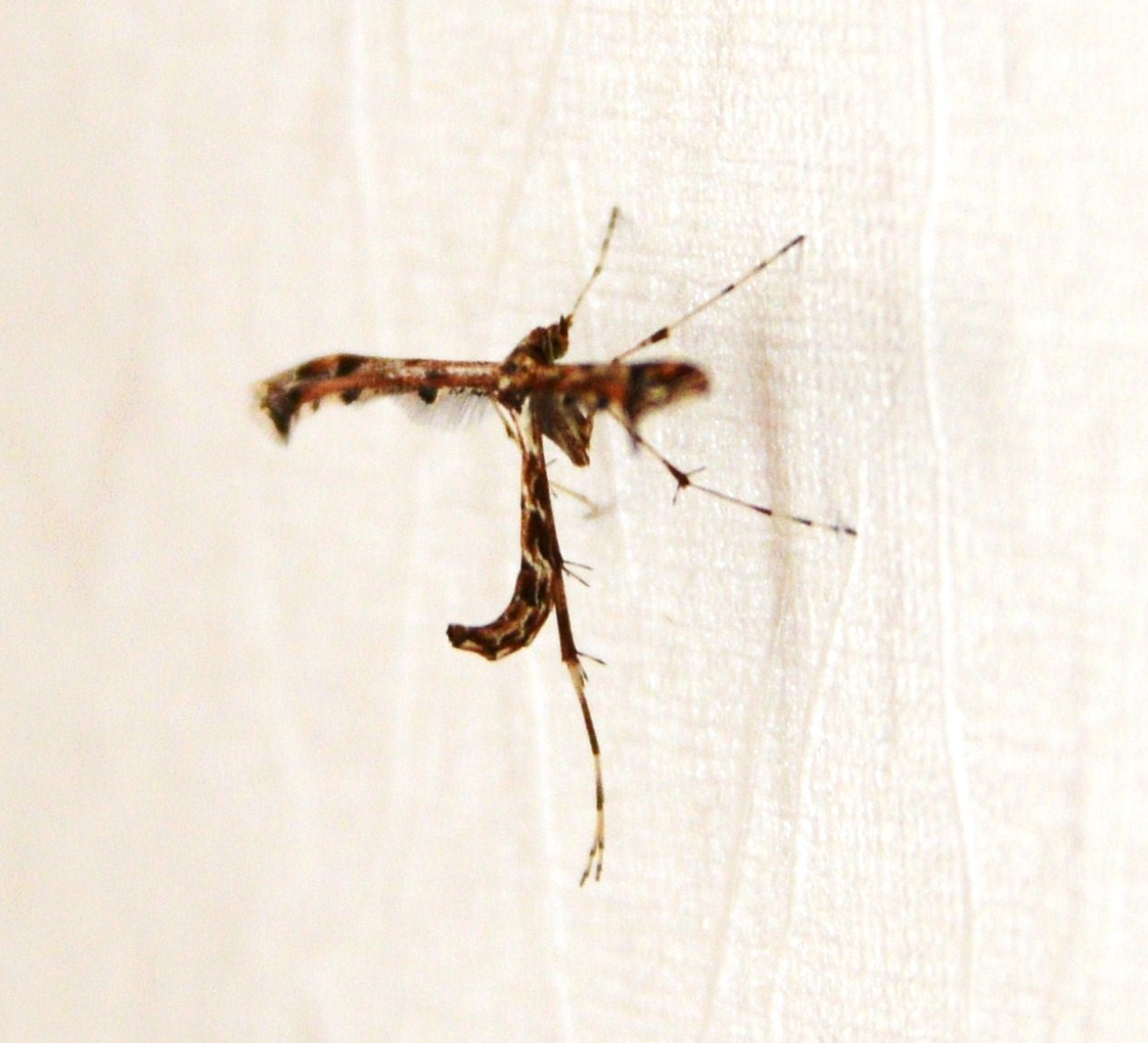